# Miguel Antonio Otero

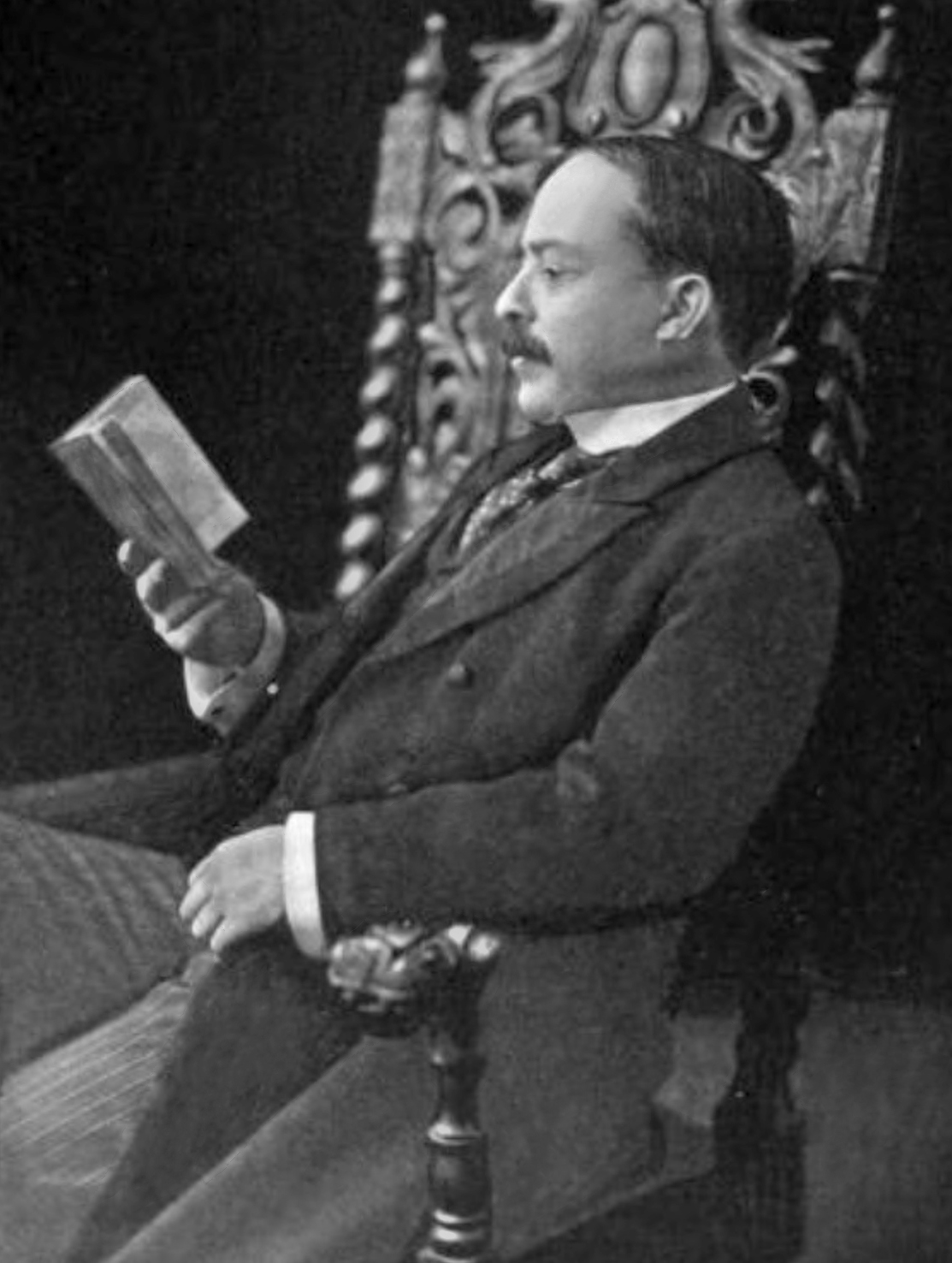
Miguel Antonio Otero

Miguel Antonio Otero (* 17. Oktober 1859 in St. Louis, Missouri; † 7. August 1944 in Santa Fe, New Mexico) war ein US-amerikanischer Politiker und von 1897 bis 1906 Gouverneur des New-Mexico-Territoriums. Er war zudem als Schriftsteller tätig.

## Frühe Jahre
Miguel Otero erlebte mit seinem Vater eine aufregende Jugendzeit. Miguel Antonio Otero senior war ein erfolgreicher Geschäftsmann und reiste mit seiner Familie durch die heutigen US-Bundesstaaten Kansas, Colorado und New Mexico. Um das Jahr 1879 ließ sich die Familie in Las Vegas in New Mexico nieder. Miguel besuchte dann die St. Louis University und die University of Notre Dame. Später kehrte er nach Las Vegas zurück, um in der Bank seines Vaters zu arbeiten.

## Politischer Aufstieg
In Las Vegas war Miguel Otero nicht nur im Bankgewerbe, sondern auch im Viehhandel und im Immobiliengeschäft tätig. Zudem war er der Republikanischen Partei beigetreten. Im Jahr 1892 machte er bei der Republican National Convention die Bekanntschaft von William McKinley. Nachdem dieser vier Jahre später zum US-Präsidenten gewählt worden war, ernannte er Otero zum neuen Territorialgouverneur von New Mexico.

## Territorialgouverneur von New Mexico
Miguel übte sein neues Amt zwischen 1897 und 1906 aus. In dieser Zeit wurden bereits die ersten Weichen zur Umwandlung des Territoriums in einen regulären US-Bundesstaat gestellt. Dabei musste er sich auch mit vielen innenpolitischen Gegnern auseinandersetzen. Einer seiner Hauptgegner war Thomas B. Catron, später erster US-Senator des neuen Staates, gegen den sich Otero aber durchsetzen konnte. Nach der Ermordung von Präsident McKinley wurde er von dessen Nachfolger Theodore Roosevelt in seinem Amt bestätigt. Nachdem aber die innenpolitischen Auseinandersetzungen weitergingen, wurde er im Jahr 1906 von Roosevelt abgesetzt.

## Weiterer Lebenslauf
Nach seiner Gouverneurszeit widmete sich Otero zunächst wieder seinen privaten Geschäften. Zwischen 1909 und 1911 war er Finanzminister des Territoriums. Im Jahr 1912 bewarb er sich erfolglos um die Nominierung seiner Partei für die ersten Gouverneurswahlen in dem neuen Bundesstaat New Mexico. Danach trat er zur Demokratischen Partei über. Er gehörte dann zu den Anhängern von Woodrow Wilson. Zwischen 1917 und 1921 war er in der Verwaltung der Panamakanalzone beschäftigt. Außerdem hatte er noch verschiedene andere Regierungspositionen inne.

## Schriftsteller
In seinen späteren Jahren trat Otero als Schriftsteller in Erscheinung. Er schrieb eine dreiteilige Autobiographie. Außerdem verfasste er ein Buch über Billy the Kid, den er persönlich kennengelernt hatte. Darüber hinaus berichtete er in seinen Schriften auch von anderen Wildwest-Legenden.

## Werke
- My Life on the Frontier 1864-1882 (1935)
- The Real Billy The Kid (1936)
- My Nine Years as Governor of the New Mexico Territory (1940)